# 살라트

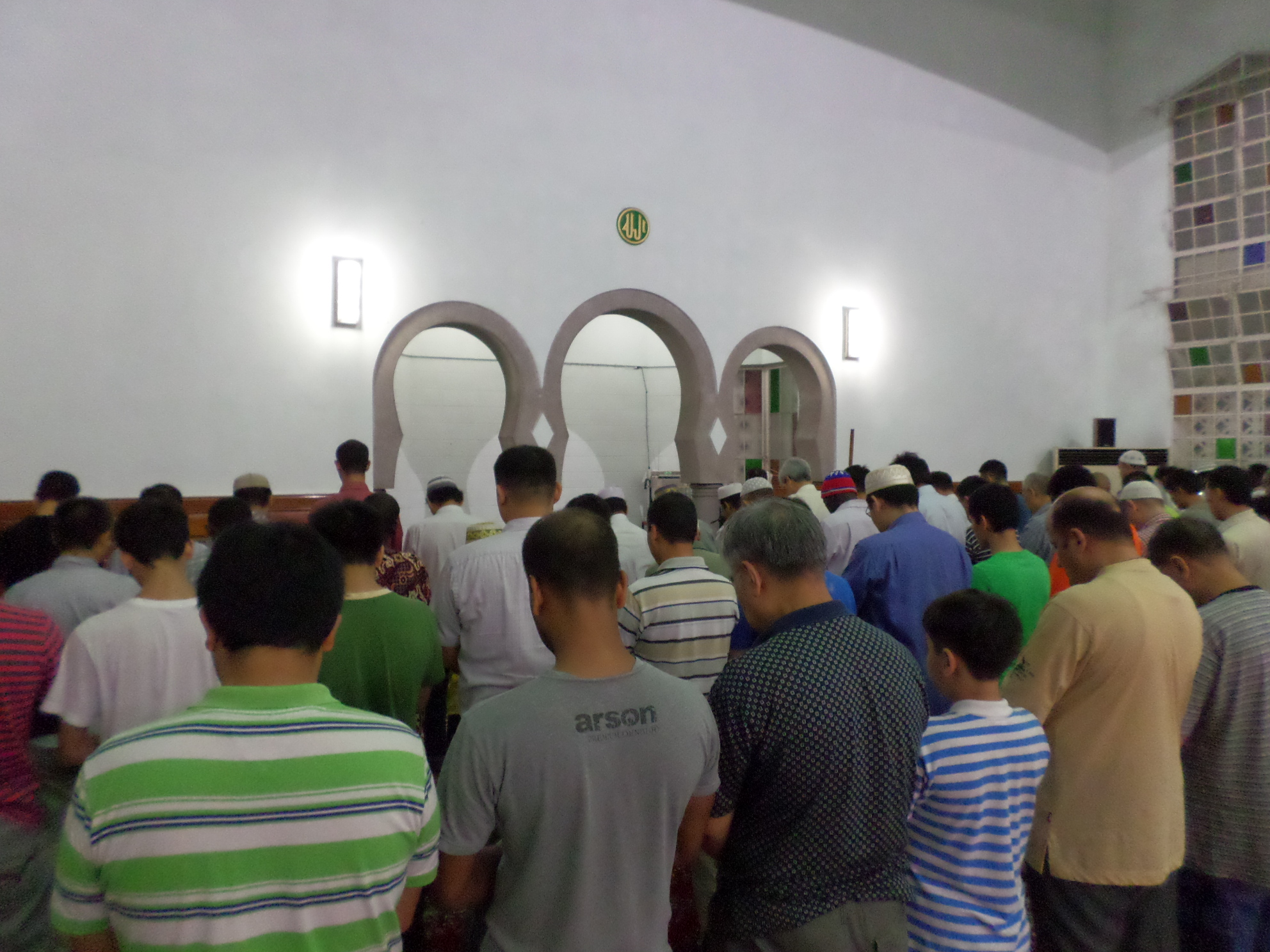
살라트

살라트(아랍어: صَلَاة)또는 예배는 이슬람의 기도를 뜻하는 말이다. 이슬람 신앙에서는 실천의 다섯 기둥이라는 의무를 규정하고 있는데, 신앙을 증언하는 샤하다 다음으로 중요하게 여겨진다. 살라트는 의무예배와 임의예배로 나뉘는데, 의무예배는 다섯 차례로 이뤄져 있으며 이슬람 축제나 장례식, 그 날 밤 예배 이후에 따로 더 예배를 하는 것을 임의예배라 한다. 매주 금요일 무슬림들이 같이 모여서 기도를 드리는 주므아 예배도 의무예배에 해당된다. 주로 기도를 시작할 때 사용하는 개경장을 포함한 기도문들은 아랍어로 진행하나, 사용하는 언어에 제한이 있지는 않다.
《꾸란》에는 메카 후기에 부분적으로 제도화되었고 아침과 저녁 예배, 야간의 개인적 예배를 들고 있으나 하루 다섯 차례의 예배를 규정하고 있지는 않다. 이것도 무함마드가 죽게 될 즈음에는 확립됐을 것으로 추정된다. 의무화된 다섯 차례의 예배는 새벽, 낮, 오후, 일몰 직후, 야간에 행한다. 각 시간에 행해지고 이외에는 '여공(餘功)'이라는 야간 예배가 있다. 가능하다면 마스지드라 불리는 성원이나 모스크에 모여 함께 거행하는 것이 예배에 있어 더 많은 축복을 받는다고 보고 있다. 특히 《꾸란》은 금요일 낮에 집단 예배를 드릴 것과 이 시간에는 일을 중지할 것을 규정하고 있다. 이와 같은 예배의 집단화는 신도에 대한 정신적 규율과 함께 신체적 규율을 주게 되는 것을 의미한다.
또한 예배에 들어가기 전에 세정 의식인 이드함(مُحْرِم)을 필요로 하는데, 이는 부분세정인 우두와 전체세정인 구슬로 나뉜다. 《꾸란》에는 "예배를 드릴 적에 얼굴과 양손을 팔굽까지 씻고 다음에 머리를 털어야 하며 양발의 복사뼈까지 닦아야 한다"고 명하고 있으며 이것을 우두라고 한다. 《꾸란》에서는 우두에서 겉으로 드러난 피부뿐만 아니라 물로 입속, 콧속을 헹궈야 한다고 가르친다. 전체세정인 구슬은 목욕을 하는 것으로 이슬람에 입교하게 될 때, 성관계 후, 자위행위나 몽정으로 사정을 했을 경우, 월경이나 외상으로 인한 출혈이 끝나고 난 뒤 시행하며 사망한 무슬림의 시신을 씻기는 것도 구슬로 본다. 구슬을 할 때에는 목욕을 하기 위한 의도, 즉 "자비롭고 자애로운 하나님의 이름으로 사탄으로부터 하나님의 보호를 구한다"는 니야를 밝히고 머리가 물에 젖도록 목욕을 한다. 더러운 곳부터 시작해, 성기를 씻고 나머지는 우두의 순서를 따르되 발을 가장 먼저 나중에 닦는다. 여기서 사용한 물은 다시 사용하지 않도록 한다. 세정의식을 해야 하지만 물이 없거나 추운 겨울에 찬물밖에 사용할 수 없을 경우 등 깨끗한 모래 등으로 우두나 구슬을 대체하는 티얌뭄을 선택할 수 있다. 이러한 것들은 청결, 즉 타하라에 관한 상징적 동작을 나타내는 것이다.
기도 시간이 되면 모스크나 기도원같은 마스지드, 가정에서 메카의 카바 신전을 향하여 아잔을 부른다. 아잔은 아잔의 끝을 알리는 아잔인 이카마를 마지막으로 예배가 시작된다. 그 뒤 시작되는 살라트는 속으로 "나는 하나님께 새벽 예배를 드리고자 합니다"라고 되뇌이는 니야를 하는 것으로 시작된다. 예배 시작의 표시로  양손을 귀볼까지 올리고 "신은 위대하다"라는 뜻의 알라후 아크바르를 말한다. 개경장을 다 외면 신에 대한 영광과 찬미를 말하는 과정을 거친 뒤 두 번의 절을 한다. 개경장을 외고 두 번의 절을 하는 과정을 라크아 한 번으로 보며 예배 시간에 따라 라크아 횟수가 다르다. 라크아를 두 번 하면 신에 대한 복종을 맹세하는 타샤후드를 암송하며 이때마다 고개를 돌려 한 번씩 쌀람이라고 말한다. 세 번째 라크아에서는 살라투 알란나비를 암송한다. 의무 예배를 마친 뒤에는 신의 유일성에 대한 기도인 타우히드나 마지드를 하는 것으로 끝내기도 하며 염주를 이용해 신을 염원하는 타스비흐를 하기도 한다. 개인적인 기도는 두아라고 한다.

## 참고 문헌
- 《예배 입문》. 이슬람 문고 시리즈 2. 한국이슬람교중앙회.